# 5-ös busz (Nyíregyháza)
A nyíregyházi 5-ös busz a Sóstói úti kórház és Örökösföld között közlekedik.

## Közlekedése
A járat az örökösföldi lakótelepet köti össze a kórház Sóstói úti telephelyével, de érinti a kórház belvárosi telephelyét, valamint iskolát és temetőt, illetve a belváros szélén is elhalad. A járat téli menetrend szerint csak munkanapokon közlekedik. Betétjárata, az 5A Jósavárostól közlekedik Örökösföldre.

## Megállóhelyei
| 5 (Sóstói úti kórház – Örökösföld) |                           |                 |                                                                             |                                                                                            |
| Menetidő (perc)                    | Megállóhely               | Menetidő (perc) | Átszállási kapcsolatok                                                      | Fontosabb létesítmények                                                                    |
| 0                                  | Sóstói úti kórház         | 27              | 8, 8A, 12, 13, 15, 19                                                       | Jósa András Kórház, Sóstói úti telephely Sóstói Parkerdő                                   |
| 1                                  | Schmidt M. u.             | 25              | 12, 15                                                                      |                                                                                            |
| 2                                  | Csaló köz                 | 23              | 12, 14, 14F, 15                                                             |                                                                                            |
| 3                                  | Jósaváros                 | 21              | 5A, 7, 12, 14, 14F, 15                                                      | Jósaváros                                                                                  |
| 4                                  | Jósavárosi templom        | ∫               | 7, 12, 14, 14F, 15                                                          | Bánki Donát Műszaki Középiskola, Jósavárosi görögkatolikus templom                         |
| 5                                  | Jósavárosi piac           | 19              | 5A, 7, 12, 14, 14F, 15, 18, 18A                                             | Jósavárosi piac                                                                            |
| 6                                  | ÉMKK Zrt.                 | 17              | 5A, 7, 12, 14, 14F, 15, 18, 18A, H33                                        | ÉMKK telep                                                                                 |
| 8                                  | Pazonyi tér               | ∫               | 7, 14, 14F, 15, 18, 18A, H33 4205, 4206, 4207, 4208, 4233, 4234, 4236, 4253 | Északi temető (Bujtosi-tó)                                                                 |
| 9                                  | Nyár u.                   | 15              | 5A, 7, 14, 14F, 15, 18, 18A, H33                                            |                                                                                            |
| 11                                 | Kodály Zoltán Ált. Iskola | 13              | 2, 2Y, 4, 4Y, 5A, 7, 11, 13, 15, 17, 17T, 18, 18A, 23, 23G                  | Kodály Zoltán Általános Iskola, Váci Mihály Kulturális Központ, Nemzeti Adó- és Vámhivatal |
| 13                                 | Bujtos u.                 | 11              | 2, 2Y, 4, 4Y, 5A, 7, 11, 13, 15, 18, 18A, 23, 23G                           | Nyíregyházi Járásbíróság                                                                   |
| 15                                 | Inczédy sor               | 9               | 5A, 6, 23, 23G ÉMKK                                                         |                                                                                            |
| 17                                 | Kórház                    | 7               | 2, 2Y, 5A, 23, 23G                                                          | Jósa András Kórház (főbejárat)                                                             |
| 19                                 | Nagyvárad u.              | 6               | 5A, 23, 23G                                                                 |                                                                                            |
| 21                                 | Eü. Szakközépiskola       | 4               | 5A, 6, 17, 17T, 23, 23G                                                     | Zay Anna Szakközépiskola                                                                   |
| 22                                 | Család u. 52.             | 3               | 5A, 6, 17, 23, 23G                                                          |                                                                                            |
| 23                                 | Család u. 108.            | 2               | 6, 17, 23, 23G                                                              | Bujtosi-tó                                                                                 |
| 25                                 | Szalag utca               | 1               | 5A, 6, 17, 23, 23G                                                          |                                                                                            |
| 27                                 | Örökösföld                | 0               | 5A, 6, 17, 17T, 23                                                          | Örökösföldi római katolikus templom, Örökösföldi görögkatolikus templom                    |